# 1313
1313 је била проста година.

## Догађаји
- Сукоби Византијског и Османског царства у Азији (1313) Српске јединице учествовале као засебно одељење византијске војске
- Краљ Милутин је подигао Цркву Светог Георгија Нагоричскога у месту Старо Нагоричино, североисточно од Куманова.

## Рођења
- 16. јун — Ђовани Бокачо, италијански писац. (†1375).

## Смрти
- Ана од Чешке (1290–1313)
- Јелисавета Арпадовић

- Хајнрих VII, цар Светог римског царства